# Ivan Bobev
Ivan Bobev (în bulgară Иван Бобев) s-a născut în 1860 în actuala localitate Sarighiol de Deal. Obține gradul de locotenent după absolvirea Academiei Militare din Sofia și este transferat batalionului 23 infanterie Silistra. În timpul Războiului Sârbo-Bulgar era conducătorul companiei a 11-a din cadrul Regimentului de Infanterie 5 Dunărean. Participă la Bătălia de la Vrabcea. Este ucis pe data de 7 noiembrie 1885, în atacul asupra punctului „Tri uși“. A fost înmormântat alături de căpitanul Vasil Danagiev, în biserica „Sf. Chiril și Metodiu“ din Slivnița.